# مانويل كلاريس
مانويل كلاريس (بالإسبانية: Manolo Clares)‏ مواليد 23 فبراير 1948 في مدريد، هو لاعب كرة قدم إسباني سابق كان يلعب كمهاجم.

## مرحلة الشباب

### أندية لعب لها
- أتلتيكو مدريد

## المسيرة الاحترافية

### أندية لعب لها
- نادي كاستييون
- نادي برشلونة
- رايو فايكانو
- نادي فياريال

## روابط خارجية
- مانويل كلاريس على موقع قاعدة بيانات كرة القدم.إي يو (الإنجليزية)
- مانويل كلاريس على موقع ناشيونال فوتبول تيمز (الإنجليزية)
- مانويل كلاريس على موقع عالم كرة القدم.نت (الإنجليزية)